# 福泽考什·拉斯洛
福泽考什·拉斯洛（匈牙利語：Fazekas László，1947年10月15日—），匈牙利男子足球运动员。他曾代表匈牙利国家队参加1968年夏季奥林匹克运动会足球比赛，获得一枚金牌。